# Dallara F306
Dallara F306 – samochód wyścigowy konstrukcji Dallary. Był napędzany przez jednostki Mercedes, Mugen, Nissan, Opel oraz Toyota. Uczestniczył w wyścigach Formuły 3, debiutując w 2006 roku. Rywalizował m.in. w edycjach: brytyjskiej, hiszpańskiej, japońskiej oraz północnoeuropejskiej. Używany był również w wyścigach górskich.